# Štefanov nad Oravou
Štefanov nad Oravou é um município da Eslováquia, situado no distrito de Tvrdošín, na região de Žilina. Tem 12,35 km² de área e sua população em 2018 foi estimada em 684 habitantes.

## Demografia
| Ano:        | 1994 | 2004   | 2014    | 2024   |
| ----------- | ---- | ------ | ------- | ------ |
| Broj ljudi: | 553  | 599    | 670     | 700    |
| Razlika:    |      | +8,31% | +11,85% | +4,47% |

| Ano:               | 2023 | 2024   |
| ------------------ | ---- | ------ |
| Número de pessoas: | 696  | 700    |
| Diferença:         |      | +0,57% |